# Peter Pawlett
Peter Pawlett (Kingston upon Hull, 3 februari 1991) is een Schotse voetballer (middenvelder) die sinds 2007 voor de Schotse eersteklasser Aberdeen FC uitkomt. Pawlett maakte zijn debuut voor Aberdeen in februari 2009 in een wedstrijd voor de Schotse beker tegen East Fife FC (5-0 winst). Hij werd verkozen tot beste jonge speler in de Schotse Premier League voor de maand november van 2009. Van augustus 2012 tot januari 2013 werd Pawlett verhuurd aan St. Johnstone FC.
Pawlett speelde verschillende wedstrijden voor de Schotse nationale jeugdteams.
1 Lewis ·
2 Logan ·
3 Shinnie  ·
4 Considine ·
5 McKenna ·
6 Reynolds ·
7 Forrester ·
8 Gleeson ·
9 Wilson ·
10 McGinn ·
11 Mackay-Steven ·
14 Tansey ·
15 Wright ·
16 Cosgrove ·
17 May ·
18 Devlin ·
19 Ferguson ·
20 Černý ·
21 Ball ·
23 Ross ·
24 Campbell ·
25 Anderson ·
27 McLennan ·
28 Hoban ·
29 Lowe ·
Coach: McInnes